# رنه انگلبرت
رنه انگلبرت (انگلیسی: René Englebert; تاریخ ورودی نامعتبر است – تاریخ ورودی نامعتبر است) ورزشکار اهل بلژیک بود.
وی در مسابقات کشوری و بین‌المللی در مجموع برندهٔ ۱ مدال نقره شده‌است.